# Brevörde
Brevörde ist eine Gemeinde im Landkreis Holzminden in Niedersachsen (Deutschland). Sie gehört der Samtgemeinde Bodenwerder-Polle an.

## Geografie

### Lage
Brevörde liegt innerhalb des Weserberglandes im Oberen Wesertal, etwa 9,5 km südwestlich von Bodenwerder und 9 km (jeweils Luftlinie) nordnordwestlich von Holzminden. Es befindet sich am orografisch linksseitigen und nördlichen Ufer der Weser, die dort zwei u-förmige Flussschleifen (Talmäander) macht. Vom 85 bis 130 m ü. NHN gelegenen Ortsteil Grave aus betrachtet leitet die Landschaft nach Norden zum steil ansteigenden Kleff (ca. 281 m) über, einer südlichen Randerhebung der Ottensteiner Hochfläche. Ein paar Kilometer östlich breitet sich jenseits von Grave und der dort verlaufenden Weser der Naturpark Solling-Vogler aus. Die westlichen Ortsteile werden vom Brevörder Bach (Glesse) durchflossen, der direkt anschließend und nach Unterqueren der durch das Dorf führenden Bundesstraße 83 in die Weser mündet.

### Gemeindegliederung
Die Gemeinde Brevörde besteht aus dem gleichnamigen Hauptort und aus der östlichen Nachbarortschaft Grave. Zum Gemeindegebiet gehört zudem der Weiler Brille, der jenseits der Weser rund 1,5 km südlich des Ortsteils Grave und etwa 500 m westlich von Reileifzen liegt.

## Geschichte
Brevörde („breite Furt“) ist eine alte Ansiedlung an einer Furt in der Weser.
In der Zeit des Königreichs Westphalen (1807–1813) gehörte Brevörde zum Kanton Bodenwerder. Ab 1. April 1922 zählte es zum Landkreis Hameln-Pyrmont. Im Rahmen der Gebietsreform in Niedersachsen wurde die Gemeinde zum 1. Januar 1973 dem Landkreis Holzminden angegliedert, wobei Grave eingemeindet wurde. Seit 1973 gehört Brevörde zur Samtgemeinde Polle beziehungsweise zur Samtgemeinde Bodenwerder-Polle, in der jene 2010 aufging.
1970 ging in Brevörde die Weserfähre unter, wobei 2 Menschen ertranken. Ihnen zum Gedenken wurde an der B83 ein Gedenkstein errichtet.
In jüngerer Zeit wurden zahlreiche alte Gebäude zur Verbreiterung der B 83 abgerissen.

### Kloster und Dorfkirche
Früher war Brevörde dem um 960 im nahen Kemnade (heutiger Ortsteil von Bodenwerder) gegründeten Kloster Kemnade unterstellt. Die nach dem heiligen Urban benannte Urbankirche, erbaut um 1200, zählt zu den Evangelisch-lutherischen Landeskirchen Hannovers und ist das Wahrzeichen des Dorfs. Sie hat ein Satteldach und einen mittelalterlichen Turm mit beidseitigem Treppengiebel. Der Kirchenraum ist ein schlichter Saalbau mit einer von Andreas Schweimb gebauten, 1815 angekauften Orgel, in der bei einer Restaurierung in den 1980er Jahren mittelalterliche Schriftstücke zum Vorschein kamen. Früher war der Kirchenbau die Mutterkirche von Polle. Die Kirche gehört innerhalb des Kirchenkreises Holzminden-Bodenwerder zum Pfarramt Hehlen-Hohe und wird vom Pfarrer von Polle mitversorgt.

### Einwohnerentwicklung
- 1824: 073 Feuerstellen
- 1925: 433 Einwohner
- 1933: 421 Einwohner
- 1939: 395 Einwohner
- 1961: 931 Einwohner, davon 396 in Grave[3]
- 1970: 861 Einwohner, davon 372 in Grave[3]
- 1996: 851 Einwohner
- 2006: 759 Einwohner
- 2008: 757 Einwohner
- 2010: 721 Einwohner
- 2011: 718 Einwohner
- 2017: 630 Einwohner

### Flugzeugabsturz
Am 18. Oktober 1988 stürzte ein britisches Kampfflugzeug vom Typ F-4 Phantom II aufgrund eines Triebwerkausfalls in ein Waldgebiet bei Brevörde. Die beiden Piloten konnten sich mit dem Schleudersitz auf ein Feld in Meiborssen retten. Die Samtgemeinde Polle forderte daraufhin von der Bundesregierung im November 1988 ein Verbot von Tiefflügen im Oberweserraum.

## Politik

### Gemeinderat
Der Rat der Gemeinde Brevörde setzt sich aus neun Mitgliedern zusammen. Dies ist die festgelegte Anzahl für eine Gemeinde mit einer Einwohnerzahl zwischen 501 und 1000 Einwohnern, die einer Samtgemeinde angehört. Die Ratsmitglieder werden durch eine Kommunalwahl für jeweils fünf Jahre gewählt. Die aktuelle Amtszeit begann am 1. November 2021 und endet am 31. Oktober 2026.
Bei der Kommunalwahl 2021 konnte die „Freie Wählergemeinschaft Brevörde/Grave“ alle neun Sitze für sich gewinnen.

### Wappen
Wappenbeschreibung
„Auf Silber über doppeltem, blauen Wellenbalken ein schwarzer Turm mit Treppengiebel“.

## Verkehr

### Straßen
Brevörde liegt zwischen Pegestorf und Polle an der Bundesstraße 83, die in der Region von Höxter – das jenseits der Weser befindliche Holzminden (über die von der B 83 abzweigende B 64 erreichbar) passierend – nach Bodenwerder verläuft. Von der B 83 zweigt an der östlichen Ortsausfahrt die Landesstraße 428 ab, die serpentinenreich über den Kleff nach Nordwesten zum auf der Ottensteiner Hochfläche liegenden Ottenstein führt. Etwa 1 km nordöstlich von diesem Ortsrand zweigt von der B 83 die Kreisstraße 36 ab, die als Stichstraße nach und durch den Ortsteil Grave verläuft und direkt anschließend am Anleger der Weserfähre Grave endet.

### Weserfähre Grave
Beim Ortsteil Grave verkehrt, nachdem früherer Fährbetrieb 1977 eingestellt wurde, seit 2005 die Weserfähre Grave (Gravena). Sie bringt Wanderer und Fahrradfahrer vom dortigen Westufer (Kreisstraße 36; B 83–Grave) zum jenseitigen Ufer (K 35; Dölme–Reileifzen) des Flusses; am Ostufer verläuft der Weser-Radweg mit Anschluss an den nahen Europaradweg R1.